# VUHL 05
El VUHL 05 es un automóvil deportivo ligero del segmento B, presentado por primera vez en 2013 en el Royal Automobile Club de Londres. Al inicio de su producción, el auto era ensamblado en Canadá, probado en Estados Unidos y Reino Unido y devuelto a México, donde se le hacían los retoques finales, posteriormente fue iniciada la producción del vehículo en julio de 2015 en su nueva planta en Querétaro. En entrevista a Top Gear, Iker Echeverría, uno de los creadores, dijo "queríamos incluirle un motor Audi, pero era demasiado pesado y no sonaba bien, es por eso que quisimos el motor Ford, porque suena como en los viejos Cosworths desde la década de 1970".

## Características
La carrocería del automóvil está hecha de plástico RTM reforzado con opción a fibra de carbono, montada en un chasis de aluminio bonificado (panal de aluminio con extrusiones de aluminio 6061-T6). Cuenta con un motor de cuatro cilindros en L de 2,000 cc de 240 HP, con opción a uno de 285 HP similar al anterior pero con sistema de inducción optimizada y la ECU recalibrado. Se encuentra a una distancia del suelo de 110 mm y su distribución estática de peso es de 37% al frente y 63% atrás. Con el motor de 285 HP alcanza una velocidad máxima de 245 km/h y acelera de 0 a 100 km/h en 3.7 segundos, también logra un frenado de 100 a 0 km/h en 31.6 metros, gracias a sus discos perforados de 310 mm al frente y ventilados de 280 mm en las llantas traseras.
Para los interiores, el VUHL 05 cuenta con asientos de cubo de carbono, un tablero electrónico con adquisición de datos así como un volante de 330 mm de liberación rápida. Para mejorar el rendimiento aerodinámico, el VUHL 05 tiene plana la parte inferior de serie, así como difusores frontal, laterales y trasero (en parachoques y faldones) y alerón (spoiler) trasero opcionales.

### Opcionales
- Color: Puede ser sólido o mate en acabados naturales o especiales en cualquier color.
- Carrocería: 11 partes de la carrocería son opcionales a ser fabricadas en fibra de carbono. Alzadas laterales opcionales en fibra de carbono. Kit divisor Tegris. Protección frontal y lateral 3M Scotchgard™.
- Interior: Juego de tapetes Tegris, cubreasientos acolchados Dinámica ® y extintor.
- Motor: El vehículo cuenta con un motor de serie 2.0 L4 de 240 HP, con opción a uno con ECU recalibrada de 285 HP.
- Chasis: Tiene opción a un chasis monocasco de aluminio con tornillos de titanio.
- Frenos: Los frenos frontales de discos perforados son opcionales
- Llantas: El vehículo tiene llantas de serie frontales de 16" y traseras de 17", con opción a frontales de 17" y traseras de 18".[7]

### VUHL 05RR
El 13 de junio de 2016 fue presentado en el Festival de Velocidad de Goodwood 2016 el VUHL 05RR, que se situará sobre la gama del VUHL 05 de serie y será totalmente legal para carretera. El VUHL 05 RR tiene un peso de 640 kg, gracias a su construcción en aluminio y carbono y a sus rines 100% de fibra de carbono. Cuenta con un motor Ford EcoBoost de 2.3 l que ofrece una potencia de 385 HP, que le permite acelerar de 0 a 60 MPH en 2.6 segundos y alcanzar una velocidad máxima de 257 km/h.
| Modelo    | Largo, Ancho, Batalla               | Peso   | Motor                | Potencia | Torque | Relación potencia/peso | Aceleración 0-100km/h | Velocidad máxima |
| VUHL 05   | 3,718 mm/ 1876 mm/ 1120 mm/ 2300 mm | 695 kg | Ford EcoBoost 2.0 L4 | 285 HP   | 420 NM | 410 HP/ton             | 3.7 s                 | 245 km/h         |
| VUHL 05RR | 3,718 mm/ 1876 mm/ 1120 mm/ 2300 mm | 640 kg | Ford EcoBoost 2.3 L4 | 385 HP   | 500 NM | 601 HP/ton             | 2.6 s                 | 257 km/h         |